# Dodge Utility
Dodge Utility – samochód osobowo-dostawczy klasy wyższej produkowany pod amerykańską marką Dodge w latach 1965 – 1975. 

## Pierwsza generacja

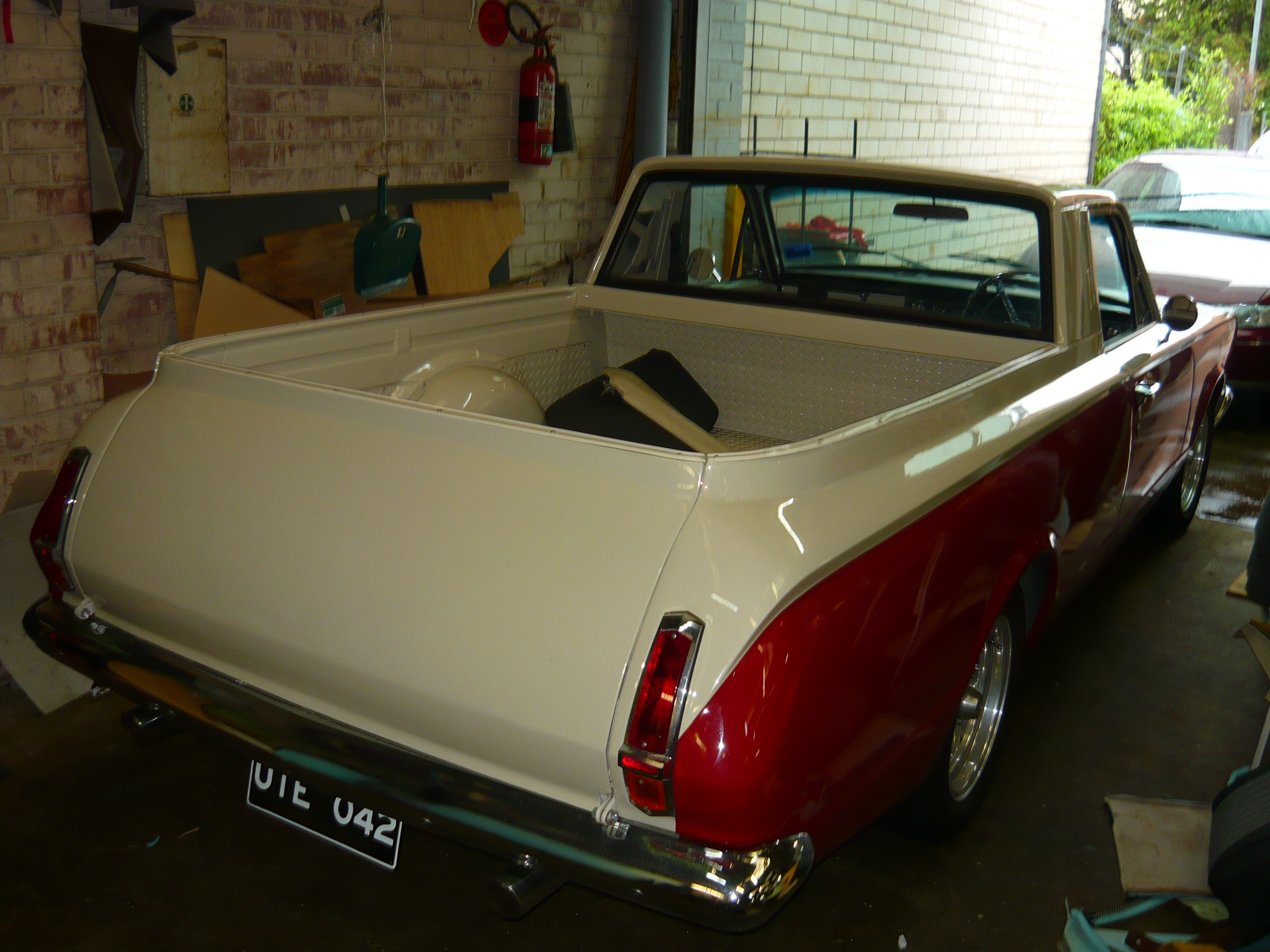
Dodge Utility I - tył

Dodge Utility I został zaprezentowany po raz pierwszy w 1965 roku.
W 1965 roku australijski oddział marki Chrysler zdecydował się poszerzyć lokalną ofertę modelową o osobowo-dostawczy model pod marką Dodge o nazwie Utility. Samochód był bliźniaczą konstrukcją wobec Chrysler Valiant Utility, pełniąc wobec niego funkcję tańszej i bardziej przystępnej cenowo wariacji. Samochód oferowano w uboższej palecie kolorów nadwozia. Różnice wizualne były minimalne, opierając się do innych oznaczeń producenta na masce, błotnikach oraz tylnej klapie.

### Silniki
- L6 3.7l
- V8 4.5l

## Druga generacja

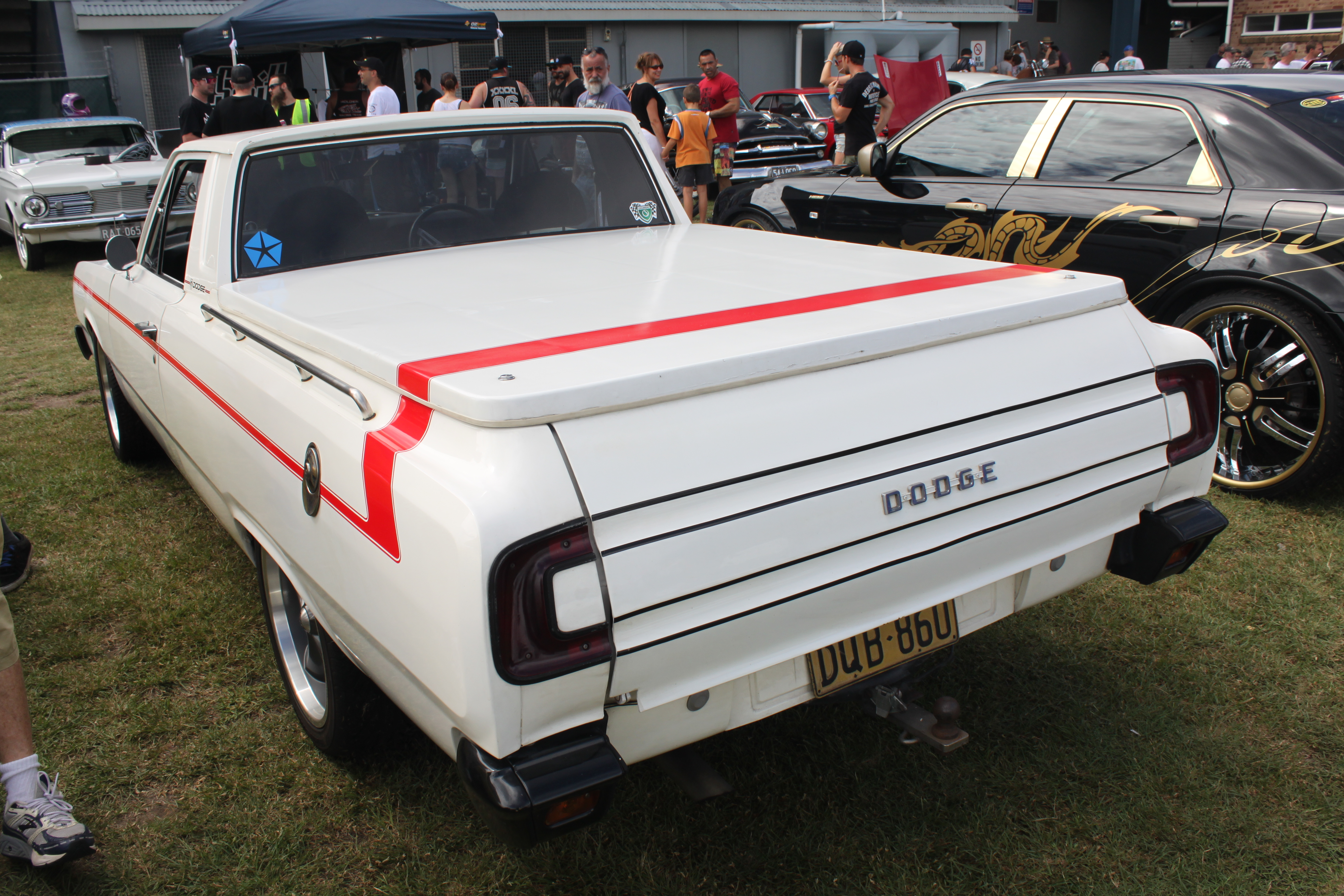
Dodge Utility II - tył

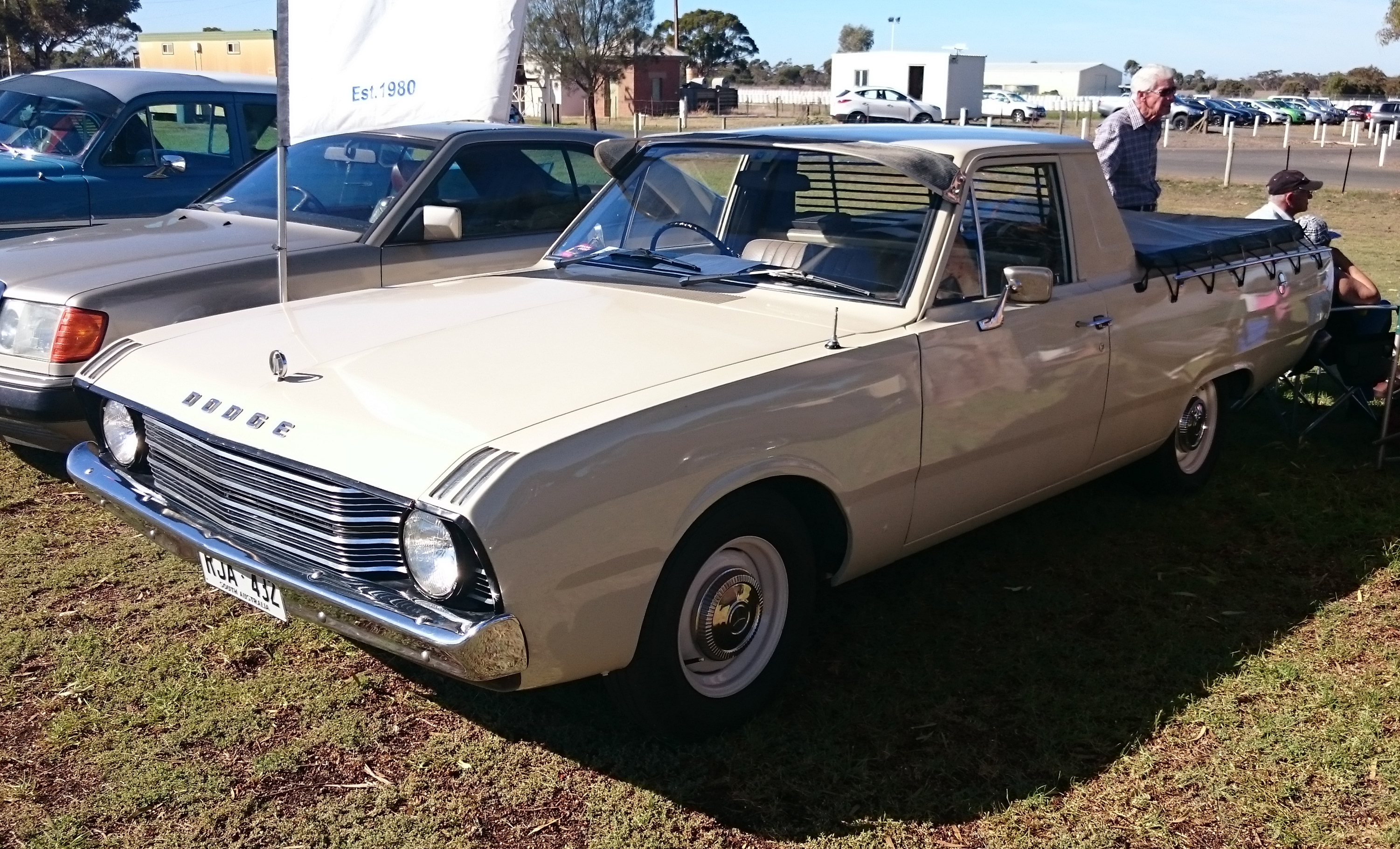
Dodge Utility II po liftingu

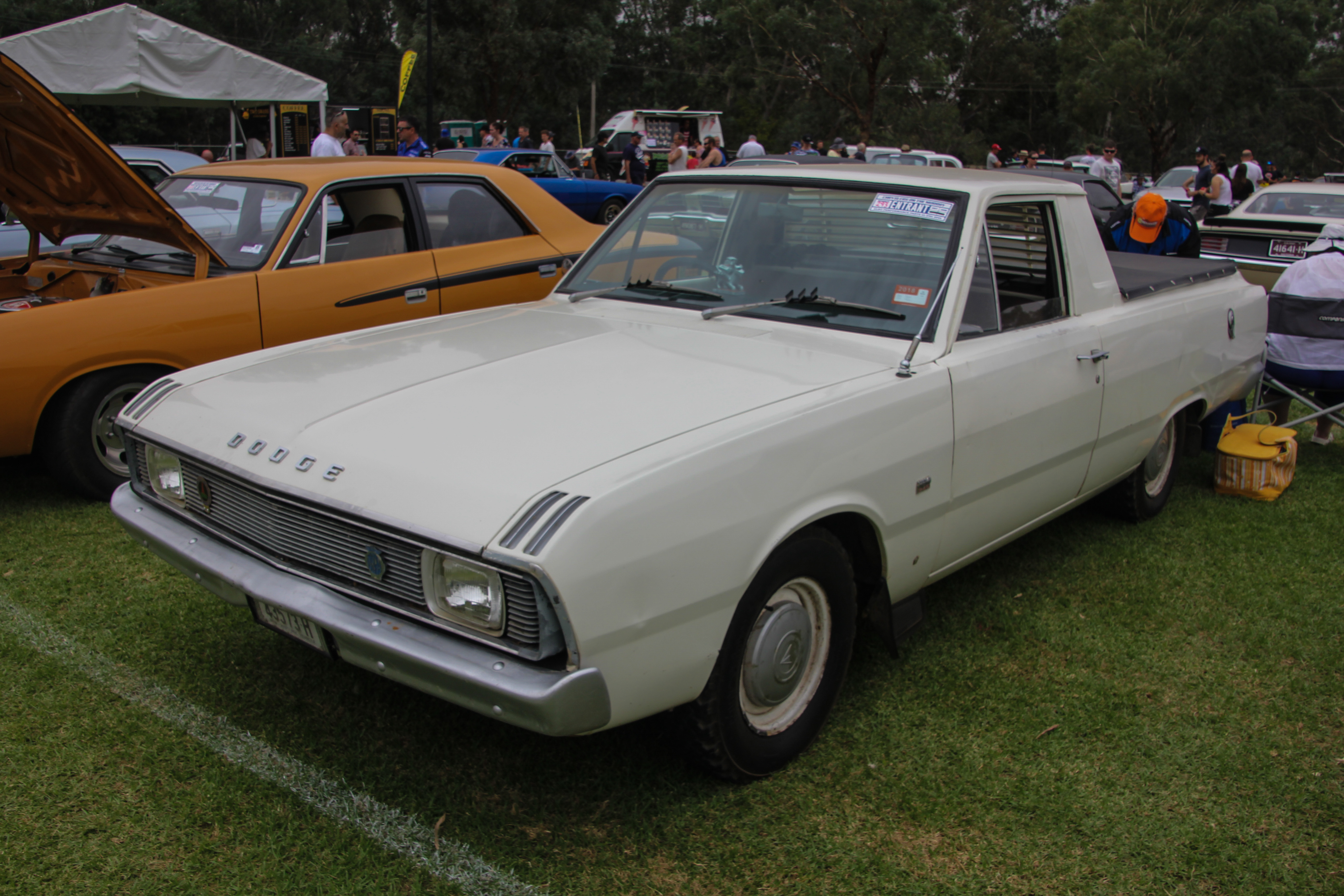
Dodge Utility II po drugim liftingu

Dodge Utility II został zaprezentowany po raz pierwszy w 1967 roku.
W 1967 roku zadebiutowała druga generacja Dodge'a Utility, która podobnie jak poprzednik była bliźniaczym modelem wobec droższego i lepiej wyposażonego Chryslera Valianta Utility. Samochód wyróżniał się bardziej okrojoną paletą dostępnych barw nadwozia, mniejszą ilością chromowanych ozdobników i bardziej użytkowym charakterem. Samochód eksportowano także z Australii do Republiki Południowej Afryki.

### Restylizacje
Razem z bliźniaczym modelem Chryslera, Dodge Utility w ciągu trwającej przez 4 lata produkcji przeszedł dwie modernizacje. Obejmowały one głównie zmiany w wyglądzie pasa przedniego. Pierwsza przyniosła inny kształt maski i zderzaka, a druga restylizacja oznaczała nowe, kanciaste reflektory i inne wypełnienie atrapy chłodnicy.

### Silniki
- L6 3.5l
- L6 3.7l
- L6 4.0l

## Trzecia generacja

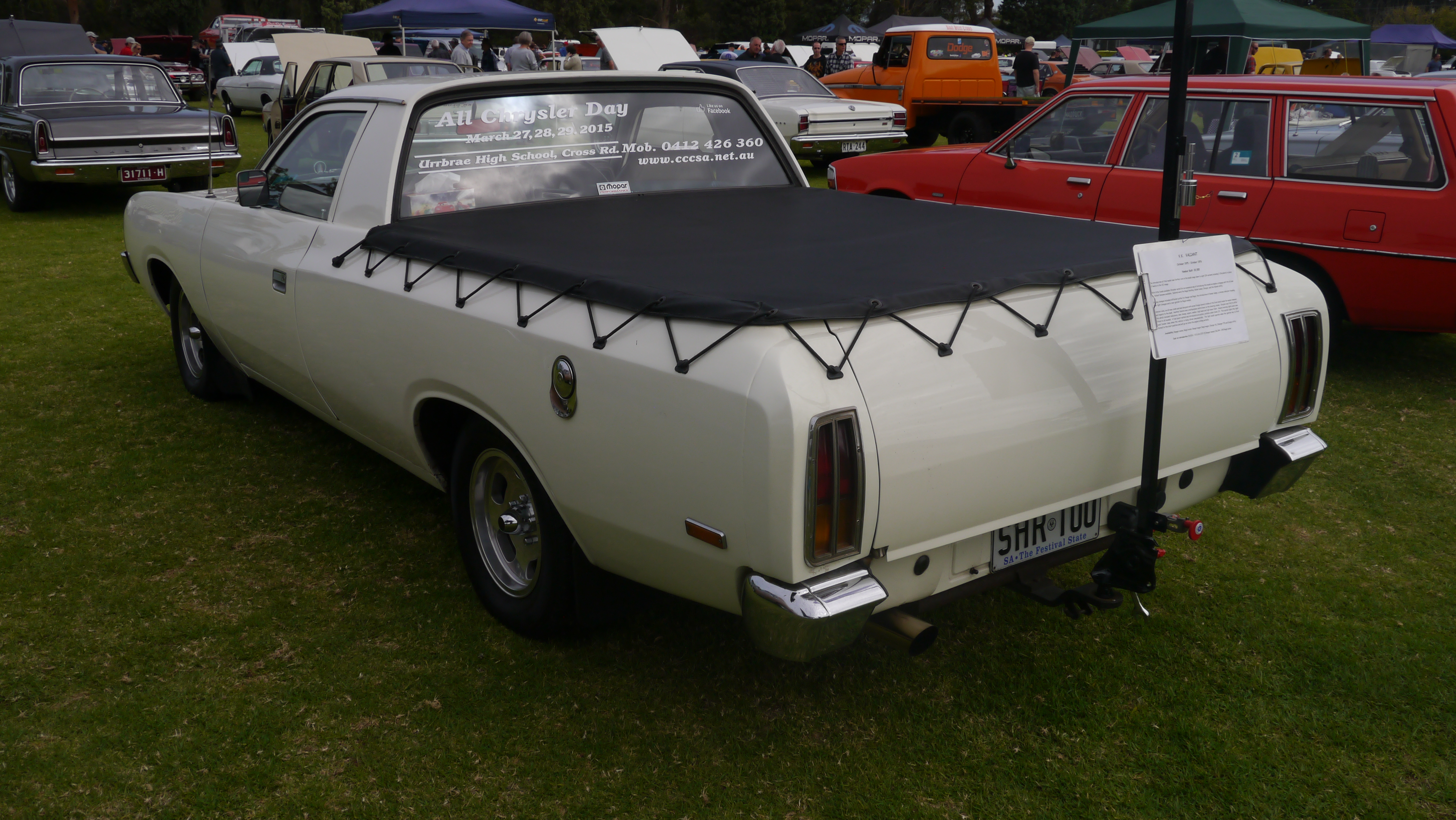
Dodge Utility III - tył

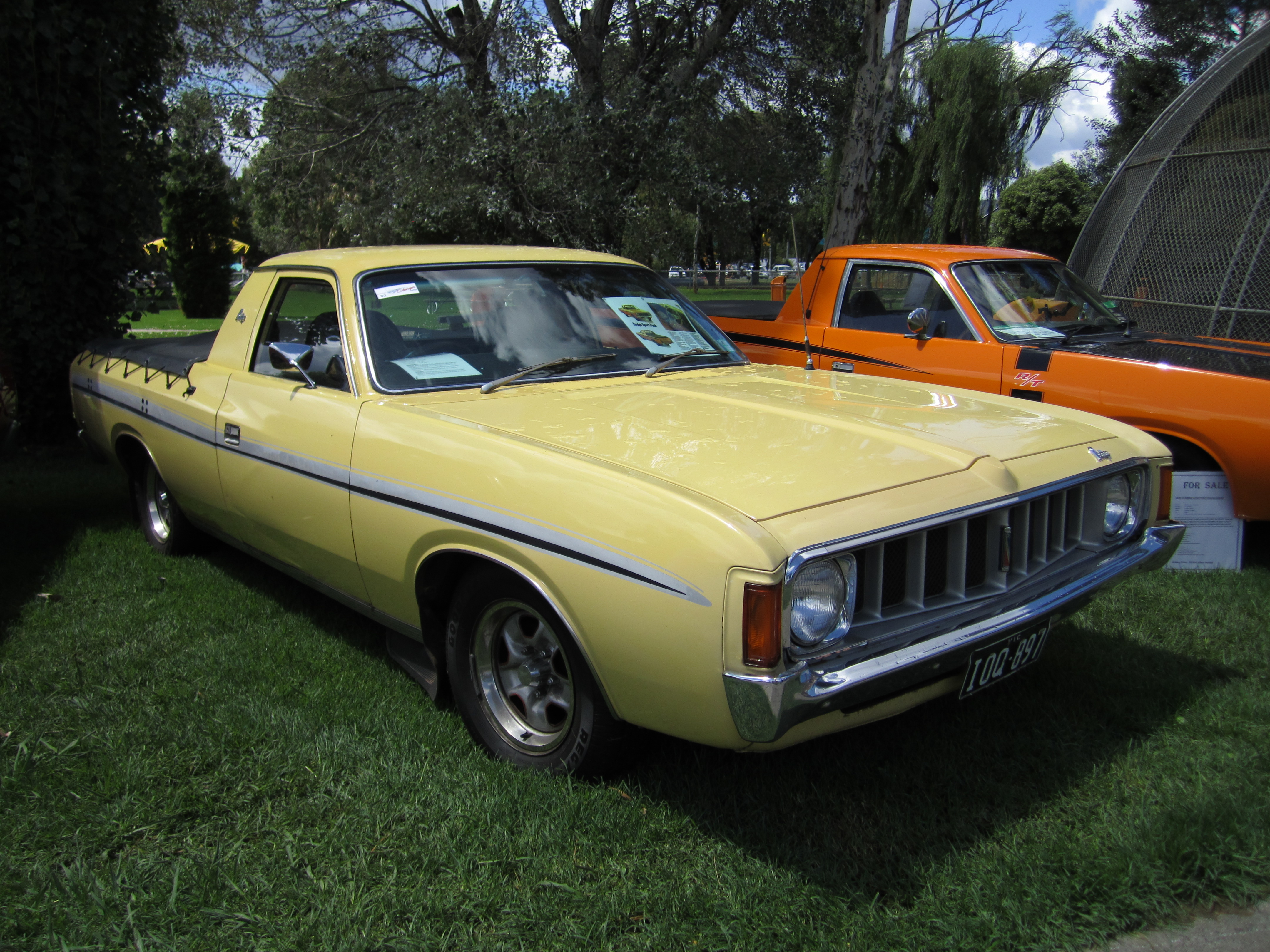
Dodge Utility III po liftngu

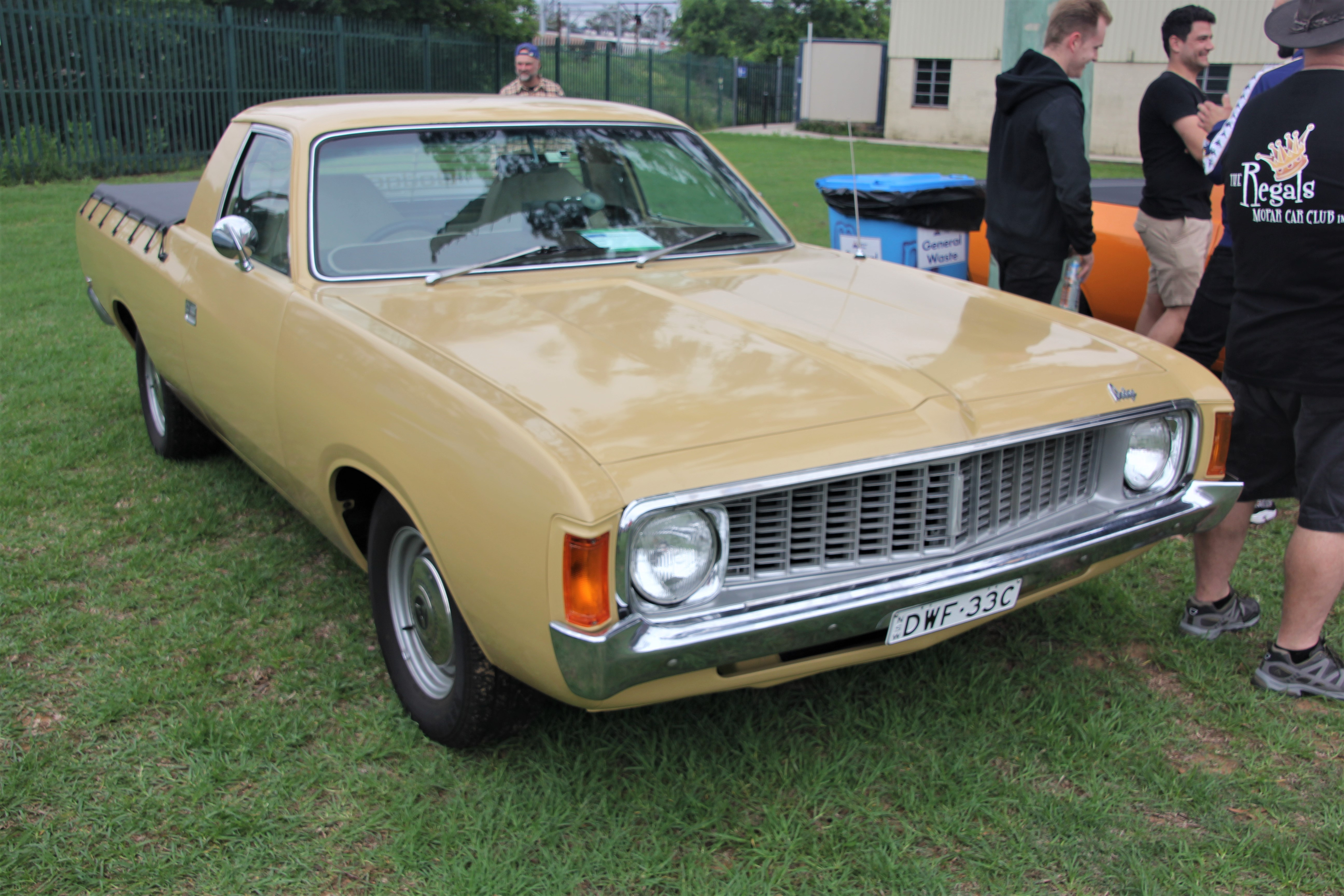
Dodge Utility III po drugim liftingu

Dodge Utility III został zaprezentowany po raz pierwszy w 1971 roku.
W 1971 roku zadebiutowała trzecia i zarazem ostatnia generacja Dodge Utility. Samochód kontynuował schemat, według którego zbudowane zostały dotychczasowe modele - był dwudrzwiowym pickupem będącym bliźniakiem Chryslera Valianta Utility, pełniącym funkcję tańszego i bardziej użytkowego wariantu. Różnice wizualne ponownie były minimalne - Dodge miał jedynie inne emblematy producenta na nadwoziu.

### Restylizacje
Dodge Utility trzeciej generacji przeszedł dwie modernizacje, które polegały na pojawieniu się innego wypełnienia atrapy chłodnicy i przestylizowaniem zderzaków oraz błotników/

### Koniec produkcji
Produkcja Dodge Utility III skończyła się w 1975 roku, na 3 lata szybciej od bliźniaczego modelu Chryslera. Samochód zniknął z oferty bez następcy.

### Silniki
- L6 3.5l
- L6 3.7l
- L6 4.0l
- L6 4.3l